# Стремма
Стремма (королевская стремма, греч. στρέμμα) — поземельная метрическая единица площади в Греции, применявшаяся также в византийской системе мер. 1 стремма равна 1000 квадратных метров (королевских пики), 0,1 гектара или 10 арам. Соответствует декару (10 арам), турецкому дёнюму и израильскому дунаму.
Различают королевскую стремму, старую стремму и турецкую стремму. Королевская (новая) стремма равна 0,1 гектара (10 арам), старая стремма — 0,127 гектара (12,7 аров), турецкая стремма — 0,16 гектара (16 арам). Королевская стремма была введена с метрической системой мер в королевстве Греция. Согласно 16-томному «Русскому энциклопедическому словарю» Ильи Николаевича Березина (1877) королевская стремма равна 219¾ квадратных саженей, а старая стремма — 279 квадратных саженей. В древнегреческой системе мер старой стремме соответствует плетр (плефр), равный половине римского югера.

## В Византии
В Византии 1 стремма была минимальным размером мелкого крестьянского земельного участка. В документах величина стреммы не обозначена. Стремма, точное значение которой не совсем ясно, была одной из основных единиц измерения земли, меньше модия. По данным французского византиниста Жака Бомпера, модий земли мог стоить больше, чем стремма земли, но могли существовать большие и малые стреммы, как существовали большие и малые модии.
Византийская стремма до известной степени по своим размерам соответствует южно-славянскому погону, русскому гону или загону и турецкому дёнюму.

## Соотношение с другими единицами площади
1 стремма равна:
- 1000 квадратных метров (м²)[2]
- 0,001 квадратного километра (км²)
- 0,1 гектара (га)[1][4][6][7]
- 10 ара (а)[2][3]
- 100 000 квадратным дециметрам (дм²)
- 10 000 000 квадратных сантиметров (см²)
- 1195,99 квадратного ярда (ярд²)
- 10 763,91 квадратного фута (фут²)
- 1 550 003 квадратных дюймов (дюйм²)
- 219¾ квадратных саженей[5]